# Croce di guerra al valor militare
La croce di guerra al valor militare è una decorazione del Regno d'Italia e della Repubblica Italiana.

## Storia
La croce di guerra al valor militare è la decorazione al valor militare di grado più basso e fu istituita da Vittorio Emanuele III nel 1922.
Essa fu conferita per «ricompensare coloro che hanno tenuto nello svolgimento delle operazioni belliche, sia terrestri e marittime ed aeree, una condotta militare che li renda degni di pubblico encomio» (regio decreto 7 gennaio 1922, n. 195).
Similmente essa può essere conferita in tempo di pace per analoghi atti di eroismo, purché l'impresa sia strettamente connessa alle finalità per le quali le forze militari dello Stato sono costituite.

### Croce al valore militare (7 gennaio 1922 - attuale)
Croce al merito di guerra al valore militare (7 gennaio 1922 - 17 ottobre 1941)
 Croce di guerra al valor militare (17 ottobre 1941 - 10 maggio 1943)
 Croce di guerra al valor militare (10 maggio 1943 - attuale)
Possono essere insigniti di tale onorificenza gli appartenenti alle Forze Armate, i combattenti nelle formazioni partigiane e anche comuni, province e singoli cittadini.
Essa si distingue dalla simile decorazione di livello inferiore, la Croce al merito di guerra, rilasciata in virtù della partecipazione attiva ad azioni in zona di guerra.

## Insegne
Questa medaglia, come del resto tutte le medaglie di merito, conobbe due versioni, la prima concessa dal Regno d'Italia, successivamente sostituita da quella concessa dalla Repubblica italiana.

### Regno d'Italia
La medaglia-croce era costituita da una croce greca in rame riportante, sulle due braccia orizzontali, la scritta:
 MERITO DI GUERRA al rovescio, con nastro azzurro con 2 pali bianchi e sul nastro un gladio con sull'elsa il motto FERT e con intrecciato un ramo di alloro, concessa solo in caso di guerra
(regio decreto 7 gennaio 1922, n. 195)
 CROCE AL VALOR MILITARE al rovescio, con nastro azzurro con 2 pali bianchi e sul nastro un gladio con sull'elsa il motto FERT e con intrecciato un ramo di alloro, concessa oltre che in caso di guerra anche in pace per le imprese di carattere militare (regio decreto 17 ottobre 1941, n. 1480)
 AL VALOR MILITARE al dritto, con nastro azzurro con 2 pali bianchi e sul nastro un gladio con sull'elsa il motto FERT e con intrecciato un ramo di alloro, concessa oltre che in caso di guerra anche in pace per le imprese di carattere militare
(regio decreto 5 settembre 1942, n. 1273)
 AL VALOR MILITARE al dritto, con nastro azzurro, concessa oltre che in caso di guerra anche in pace per le imprese di carattere militar
(regio decreto 10 maggio 1943, n. 629)
 AL VALORE MILITARE al dritto, con nastro azzurro, concessa oltre che in caso di guerra anche in pace per le imprese di carattere militare
(regio decreto 10 maggio 1943, n. 629, variante 1)
 VALORE MILITARE al dritto, con nastro azzurro, concessa oltre che in caso di guerra anche in pace per le imprese di carattere militare
(regio decreto 10 maggio 1943, n. 629, variante 2)
 VALORE DI GUERRA al dritto, con nastro azzurro, concessa oltre che in caso di guerra anche in pace per le imprese di carattere militare
(regio decreto 10 maggio 1943, n. 629, variante 3)
Inoltre, sulle braccia verticali, si trova in alto il monogramma coronato di Vittorio Emanuele III, "VEIII", che istituì la decorazione; in basso si trova, invece, un gladio romano invaso di foglie d'alloro.
L'altra faccia della medaglia-croce raffigurava in centro una stella a cinque punte raggiante sulle braccia della croce.

### Repubblica Italiana
La medaglia-croce è costituita da una croce greca in rame riportante, sulle due braccia orizzontali, la scritta:
 AL VALORE MILITARE al dritto, con nastro azzurro, concessa oltre che in caso di guerra anche in pace per le imprese di carattere militare.
Inoltre, sulle braccia verticali si trova, in alto, il monogramma della Repubblica Italiana "RI", che istituì la decorazione; in basso si trova, invece, un gladio romano invaso di foglie d'alloro.
L'altra faccia della medaglia-croce raffigura in centro una stella a cinque punte raggiante sulle braccia della croce.